# Philippe Bonnin
Philippe Pierre Bonnin (ur. 30 kwietnia 1955 w Boulogne-Billancourt) – francuski szermierz, florecista, złoty medalista olimpijski i srebrny medalista mistrzostw świata.
Na igrzyskach olimpijskich w Moskwie w 1980 roku reprezentacja Francji w składzie: Frédéric Pietruszka, Didier Flament, Pascal Jolyot, Philippe Bonnin i Bruno Boscherie zdobyła drużynowo złoty medal we florecie. Był to jego jedyny start olimpijski.
Podczas mistrzostw świata w Hamburgu w 1978 roku razem z Didierem Flamentem, Frédérikiem Pietruszką, Bruno Boscherie i Pascalem Jolyotem zdobył srebrny medal w zawodach drużynowych.